# Operacija Moonshot
Operacija Moonshot je vladni program Združenega kraljestva, v okviru katerega naj bi v Angliji uvedli množično testiranje na COVID-19 v istem dnevu, da bi tako omogočili množična srečanja ljudi v tej državi in hkrati ohranili nadzor nad virusom. Po podatkih revije British Medical Journal je cilj programa do leta 2021 zagotoviti 10 milijonov testov na dan.
Program je vzbudil zaskrbljenost zaradi pričakovanih stroškov - po razkritem vladnem dokumentu 100 milijard funtov, kar je približno tri četrtine skupnih letnih stroškov NHS England. Poleg tega so statistiki opozorili, da bo zaradi netočnosti, ki so značilne za vsak test, množično testiranje v takem obsegu lahko povzročilo na stotisoče lažno pozitivnih rezultatov na dan, zaradi česar bo zelo veliko število ljudi obveščenih, da so okuženi, čeprav niso.
Dne 22. oktobra 2020 je bilo objavljeno, da je bil projekt "vključen" v program NHS Test and Trace, ki ga vodi Dido Harding. Od aprila 2021 dalje Združeno kraljestvo še naprej daje posebno velik poudarek množičnemu presejanju s testi lateralnega pretoka, ki so na voljo kot kompleti za domačo uporabo.

## Opis
Test, predlagan za program, je temeljil na razvoju nove tehnologije za vzorce sline ali brisov, ki naj bi v nekaj minutah dala pozitiven ali negativen rezultat, namesto da bi bila potrebna analiza v laboratoriju, kar je postopek, ki lahko traja več dni. Na ta način so ga mediji, vključno s časopisom Sheffield Telegraph, opisali kot podobnega testu za nosečnost. S tem, ko je takšen test na voljo, se predvideva, da ljudem ne bo treba potovati v testni center, kar lahko zahteva dolgotrajno pot. V času uvedbe je bila edina preizkušena svetovna tehnologija za testiranje COVID-19 takrat odvisna od PCR.

## Struktura
Operacija je bila del odziva britanskega ministrstva za zdravje in socialno varstvo (DHSC) na COVID-19. Sprva je bil to ločen vladni program, vendar je bil sčasoma vključen v nacionalni program NHS T&T. V okviru operacije je bilo hitro ustanovljenih več napol neodvisnih skupin za razvoj in vrednotenje tehnologij COVID-19, ki so bile takrat v bistvu eksperimentalne in nepreverjene.
Naloga vsake skupine je bila vzpostaviti in razviti eno samo obliko testiranja COVID-19. Vsaka ekipa je imela akademskega vodjo in se je osredotočila na razvoj ene same tehnologije neposredne LAMP, LAMPore, masne spektrometrije, RNA LAMP, PCR na mestu oskrbe, testov lateralnega pretoka s strojnim branjem in testov lateralnega pretoka brez strojnega branja ali hitrih testov.
Načrte triaže in vrednotenja za strojno podprto tehnologijo je vodila vladna skupina TVG (Technical validation group) Združenega kraljestva, za tehnologijo, ki ne temelji na strojih, pa nadzorna skupina COVID-19 s prispevkom Public Health England, National Health Service, akademskih/znanstvenih svetovalcev in DHSC.
Razvoj LAMP je vodil profesor Keith Godfrey z Univerze v Southamptonu. 
Podjetje Oxford Nanopore je razvilo tehnologijo, imenovano LAMPore. Z njimi je bila sklenjena pogodba za izvedbo milijonov testov, ki temeljijo na novi metodi testiranja, imenovani LAMP (Transcriptase Loop Amplification), ki je trenutno v razvoju; upamo, da bodo ti testi lahko dali rezultat v manj kot eni uri. Vlada je prav tako plačala 323 milijonov funtov za 90 milijonov 20-minutnih kompletov za testiranje sline, kemikalije in 600 naprav "Genie HT", ki jih je izdelalo podjetje OptiGene s sedežem v Horshamu v Sussexu.

## Zgodovina
Projekt je 9. septembra 2020 na informativnem sestanku na Downing Streetu napovedal britanski premier Boris Johnson. Johnson je predlagal, da bi z množičnim testiranjem omogočili ponovno odprtje športnih in zabaviščnih prizorišč po njihovem zaprtju na začetku pandemije ter možnost zbiranja ljudi na božičnih zabavah. Do takrat so znanstveniki s testiranjem ugotavljali istovetnost ljudi, pri katerih je bil rezultat testa pozitiven na virus, vendar je Johnson opisal pristop, ki ga je označil kot "Moonshot", torej test, ki bi pokazal ljudi, ki so negativni in ne predstavljajo potencialnega tveganja za druge, s čimer bi jim omogočil "prepustnico" za obiskovanje prireditev in druženje z drugimi "na način pred pandemijo". Napovedana je bila pilotna shema za dogodke v zaprtih prostorih in na prostem v Salfordu v Velikem Manchestru, ki naj bi se začela oktobra, nato pa naj bi se uvedla na nacionalni ravni. Vendar takrat še ni bilo jasno, kakšne vrste testov bi lahko uporabili za množično testiranje, čeprav je bilo jasno, da bi lahko šlo za odkrivanje virusnih antigenov z lateralnim tokom ali z izotermalno amplifikacijo z reverzno transkripcijsko zanko. Na zahtevo ministrov ministrstva za zdravje in socialno varstvo Združenega kraljestva sta bili 18. avgusta Public Health England Porton Down in Univerza v Oxfordu zaprošeni, da razvijeta infrastrukturo za klinične raziskave in vrednotenje, potrebno za opredelitev najbolj obetavnih naprav lateralnega pretoka z najboljšimi zmogljivostnimi značilnostmi.
Približno teden dni pred Johnsonovo napovedjo je državni sekretar za zdravje Matt Hancock napovedal, da bo vlada zagotovila 500 milijonov funtov za razvoj testa s slino, ki bo rezultat pokazal v 20 minutah. Takšni testi bi se uporabljali na delovnih mestih in v lokalih za prosti čas za redno testiranje oseb, ki vstopajo v objekt. Cilj programa je do leta 2021 zagotoviti 10 milijonov testov na dan, s čimer bi lahko vsak teden testirali celotno prebivalstvo Združenega kraljestva, pri čemer bi se za lažji dostop javnosti do testiranja uporabljale ordinacije družinskih zdravnikov in lekarne.
K programu je pristopilo več podjetij iz zasebnega sektorja, med njimi GSK za zagotavljanje testov, AstraZeneca za laboratorijske zmogljivosti ter Serco in G4S za skladiščenje in logistiko. Eden od vladnih svetovalcev za hitro testiranje je harvardski epidemiolog Michael Mina, ki je predlagal podoben "moonshot" v Združenih državah Amerike.
Do 13. oktobra 2020 je bil pilotni program v Salfordu, ki naj bi po prvotnih načrtih vključeval redno testiranje vseh 254.000 prebivalcev, bistveno zmanjšan, vladni viri pa so navedli, da bo zdaj "osredotočen na okolja in skupine z visokim tveganjem", testiranje pa bo na voljo prebivalcem "na nekaterih območjih z visoko gostoto poselitve". Vlada je 19. oktobra 2020 napovedala začetek pilotnega projekta testov LAMP in lateralnega pretoka za asimptomatsko osebje v bolnišnicah v Manchestru, Southamptonu in Basingstokeu, kasneje pa bodo sledile še "šole, univerze in domovi za oskrbo v najbolj prizadetih regijah".
22. oktobra 2020 je bilo objavljeno, da je bila operacija Moonshot "vključena" v program NHS Test and Trace (NHSTT), ki ga vodi Dido Harding. V pravnem pismu vladnih pravnikov, s katerim so se odzvali na ponudbo organizacije Good Law Project za pregled zneskov vladnega denarja, plačanega zasebnim izvajalcem, je bilo navedeno "Predlog, ki je naveden v informativnem paketu projekta Moonshot, je bil razvit poleg obstoječega programa NHS Test and Trace Ministrstva za zdravje in socialno varstvo (DHSC). Odobreni "osnovni" proračun NHSTT je znašal približno 12,1 milijarde funtov. Vsebina predloga, navedenega v kratkem povzetku projekta Moonshot, je bila od takrat vključena v NHSTT, kar odraža hitro spreminjajoče se in stalno razvijajoče se zahteve politike na področju testiranja. Včasih se je imenoval del programa NHSTT "množično testiranje"." Objavljeni načrti za množično testiranje predvidevajo tedensko testiranje do 10 % prebivalcev Anglije z uporabo milijonov 30-minutnih kompletov sline, ki jih je izdelalo podjetje Innova, "da bi pomagali nadzorovati lokalne izbruhe". Lokalni direktorji za javno zdravje bi bili "upravičeni do tedenskega prejemanja števila testov, ki bi ustrezalo 10 % njihovega prebivalstva".
Časopis The Guardian je 5. novembra 2020 poročal, da so hitri testi sline "Direct RT-Lamp" podjetja OptiGene, ki so bili uporabljeni v pilotnem preskusu v Salfordu in Manchestru, odkrili le 46,7 % okužb, kar pomeni, da bi v realnem okolju več kot polovica okuženih napačno ugotovila, da so brez virusa. Znanstvenik DHSC naj bi dejal: "Trditev, da imajo testi nizko občutljivost, je napačna, saj je nedavni pilotni test pokazal splošno tehnično občutljivost skoraj 80 %, ki se je pri osebah z višjim virusnim bremenom povečala na več kot 96 %, zaradi česar je pomemben za odkrivanje oseb v fazi okužbe. Zdaj je izziv razumeti razloge za razliko med zatrjevano občutljivostjo v eni oceni in tistimi v več drugih.

## Sprejem
Napoved je hitro pritegnila pozornost znanstvenikov in zdravstvenih strokovnjakov, ki so izrazili dvom, ali je testiranje več milijonov ljudi dnevno s hitrim odzivom dosegljivo s takratnimi laboratorijskimi zmogljivostmi. Sir Patrick Vallance, glavni znanstveni svetovalec vlade, je dejal, da bi bilo "popolnoma napačno domnevati, da je to nekaj, kar se bo zagotovo zgodilo", Dr. Jenny Harries, namestnica glavnega zdravnika v Angliji, pa je dejala, da bo uspeh programa odvisen od tega, kako bo potekal.
Opozicijski politiki, vključno z Jonathanom Ashworthom, državnim sekretarjem za zdravje v senci, so podvomili o izvedljivosti programa, ko se sistem že zdaj spopada s težavami pri obvladovanju količine testov, ki se od njega zahtevajo. Državni sekretar za promet Grant Shapps je v odgovor na pomisleke dejal, da tehnologija za izvajanje sistema še ne obstaja.

### Pomisleki glede privatizacije programa in stroškov
Časopis British Medical Journal je 10. septembra 2020 citiral dokument, ki je pricurljal v javnost in napovedoval, da bo postopek stal 100 milijard funtov - relativno blizu 130 milijard funtov skupnih letnih stroškov NHS England. Dejstvo, da je bilo videti, da načrti vključujejo plačilo znatnega deleža tega zneska zasebnim podjetjem, je pritegnilo komentarje. Devi Sridhar (Univerza v Edinburgu) je dejal: "Obstaja razlog, da se dodatne milijarde namenijo NHS in se od njega zahteva, da jih zagotovi. Imam pomisleke glede razpisnega postopka za te pogodbe. Postopek javnih naročil ni jasen in omogoča, da veliko ljudi obogati na račun te krize." Anthony Costello, nekdanji direktor Svetovne zdravstvene organizacije, je na Twitterju govoril o "zapravljanju/korupciji v vesoljskih razsežnostih". Martin McKee, profesor evropskega javnega zdravja na Londonski šoli za higieno in tropsko medicino, se je spraševal, kakšen bo parlamentarni nadzor nad porabo.

Akademiki z univerz v Glasgowu, St. Andrewsu in Newcastlu so v reviji Journal of the Royal Society of Medicine zapisali, da je odločitev o ločitvi lokalnih oddelkov za javno zdravje in splošnih praks od sistema testiranja v zasebnem sektorju povzročila "zapoznelo obvladovanje izbruhov", in dodali: "Kljub pomanjkljivostim tega večinoma zasebnega, visoko centraliziranega sistema NHS za testiranje in sledenje je bilo sporočeno, da namerava vlada razširiti testiranje, da bi se tedensko testiralo celotno prebivalstvo. V okviru operacije Moonshot, ki je načrt za povečanje števila testov na 10 milijonov na dan in stane 100 milijard funtov - 70 odstotkov letnega proračuna NHS za Anglijo -, so za njihovo izvedbo najeli podjetje Deloitte in številna komercialna podjetja. ... Westminstrsko vlado pozivamo, naj preneha s privatizacijo testiranj ter ponovno vzpostavi in vlaga v primarno zdravstveno varstvo NHS, javno zdravje in laboratorijske storitve NHS ter preusmeri sredstva iz sedanjih zasebnih programov testiranja nazaj v lokalno primarno zdravstveno varstvo, lokalne laboratorije NHS in lokalni sektor javnega zdravja." Organizacija Good Law Project je proti vladi sprožila sodni postopek, v katerem trdi, da je program nezakonit, ker "vključuje potencialno velike zasebne pogodbe, ki morda niso bile predmet javnega razpisa, in krši vladna pravila o vrednosti za denar.
Vladna Znanstvena svetovalna skupina za izredne razmere (SAGE) je v Izjavi o soglasju z dne 31. avgusta 2020 navedla, da je pomembno "zagotoviti, da bo vsak program množičnega testiranja prinesel dodatne koristi v primerjavi z vlaganjem enakovrednih sredstev v (i) izboljšanje hitrosti in pokritosti programa NHS Test and Trace za simptomatske primere [...] ter (ii) stopnjo samoizolacije in karantene za tiste, ki so na testu pozitivni (trenutno je po ocenah <20 % popolnoma upoštevajočih)"; dodala je, da "lahko množično testiranje vodi do zmanjšanja prenosa samo, če se posamezniki s pozitivnim testom hitro lotijo učinkovite izolacije". Martin McKee je dejal, da se program "osredotoča le na en del problema, na testiranje, in ničesar ne pove o tem, kaj se bo zgodilo s tistimi, ki so pozitivni, kar je še posebej zaskrbljujoče glede na majhen delež tistih, ki se držijo nasveta, naj se izolirajo - deloma zaradi pomanjkanja podpore, ki jim je na voljo". Vlada je v odgovoru na vprašanja povedala, da je bilo doslej namenjenih 500 milijonov funtov in da končni stroški še niso znani.

### Nevarnost lažno pozitivnih rezultatov pri množičnem testiranju
Drugo vprašanje, ki so ga izpostavili statistiki, kot je David Spiegelhalter (Univerza v Cambridgeu), je, da je znano, da množično testiranje povzroča lažno pozitivne rezultate. Profesor Jon Deeks (Univerza v Birminghamu, Cochrane) je izjavil, da tudi če bi test dosegel zelo dobro specifičnost 99 %, kar pomeni, da bi bil le 1 % zdravih ljudi napačno opredeljen kot okužen, bi testiranje celotnega prebivalstva Združenega kraljestva povzročilo, da bi bilo več kot pol milijona ljudi skupaj s svojimi stiki obveščenih, da se morajo sami izolirati. Po Deeksovih ocenah bi lahko bilo število lažno pozitivnih primerov večje od števila dejansko okuženih oseb v razmerju 1 000 proti 1. Dokument, ki ga je objavila organizacija SAGE, je pokazal, da bi lahko program v šestih mesecih zaradi lažno pozitivnih rezultatov privedel do tega, da bi se moralo 41 % prebivalcev Združenega kraljestva po nepotrebnem samoizolirati, in opozoril na morebitno zaprtje šol in izgubo plač delavcev zaradi napačnih rezultatov testov. Tem pomislekom se je 11. septembra 2020 pridružilo tudi Kraljevo statistično društvo, ki je v pismu časniku The Times opozorilo, da načrt "očitno ne upošteva temeljnih statističnih vprašanj" in da obstaja tveganje, da "povzroči osebno in gospodarsko škodo več deset tisoč ljudem".

### Nevarnost lažno negativnih rezultatov pri testiranju na domu
Angela Raffle in Mike Gill sta aprila 2021 v reviji British Medical Journal britanski pristop k množičnemu presejanju označila za "zgrešeno politiko, ki verjetno ne bo zmanjšala prenosa", in trdila, da bi ljudi lahko "zamikalo", da bi namesto občutljivejšega testa PCR uporabili domače komplete, zaradi česar bi bili "lažno pomirjeni".

### Strokovno znanje
Akademiki, ki so se seznanili z razkritimi dokumenti, so izrazili zaskrbljenost zaradi očitnega pomanjkanja prispevka "znanstvenikov, klinikov in strokovnjakov s področja javnega zdravja ter testiranja in presejanja". Časnik The Guardian je 11. septembra 2020 poročal, da se o načrtih niso posvetovali z nacionalnim presejalnim odborom, ki običajno svetuje vladi in NHS o "vseh vidikih presejanja prebivalstva". Allyson Pollock (Univerza v Newcastlu) je izjavila, da se ji to zdi nerazumljivo, saj so bili na voljo številni strokovnjaki iz Združenega kraljestva. Jon Deeks je dodal: "Zelo zaskrbljujoče je, da v dokumentih ni razvidno strokovno znanje o presejanju. Napisali so jih svetovalci za upravljanje."